# Melongena patula
Melongena patula (nomeada, em inglêsː Pacific melongena ou Pacific crown conch; com "crown conch", na tradução para o português, significando "concha coroada"; em espanhol, denominada pateburro) é uma espécie de molusco gastrópode marinho, costeiro-estuarino e predador, pertencente à família Melongenidae, na subclasse Caenogastropoda e ordem Neogastropoda. Foi classificada por Broderip & Sowerby em 1829. Habita áreas de variação de salinidade, como lodaçais entre marés próximos à rios, no leste do oceano Pacífico, entre as costas da América do Norte e América do Sul.

## Descrição da concha
Sua concha é piriforme, grossa e pesada, com, no máximo, 25 centímetros de comprimento; com espiral baixa (mais alta nos imaturos com menos 6 centímetros de comprimento, que tem aparência fusiforme) e protoconcha pequena, pontuda e arredondada. Sua característica mais marcante é a presença de uma superfície de relevo estriado, principalmente na metade inferior de sua volta final, com uma série de projeções espiniformes, mais ou menos altas, na extremidade mais larga de sua volta final; podendo também não possuí-las e ser uniformemente lisa. Abertura dotada de lábio externo fino e interior esmaltado, de coloração branca a amarelada, dotada de grande opérculo córneo e oval, em forma de unha e com anéis concêntricos. O canal sifonal é curto e a columela sem pregas. Apresenta um grosso perióstraco pardo-escurecido e a coloração da concha é castanha, com uma ou mais faixas amareladas ou alaranjadas, mais ou menos grossas.

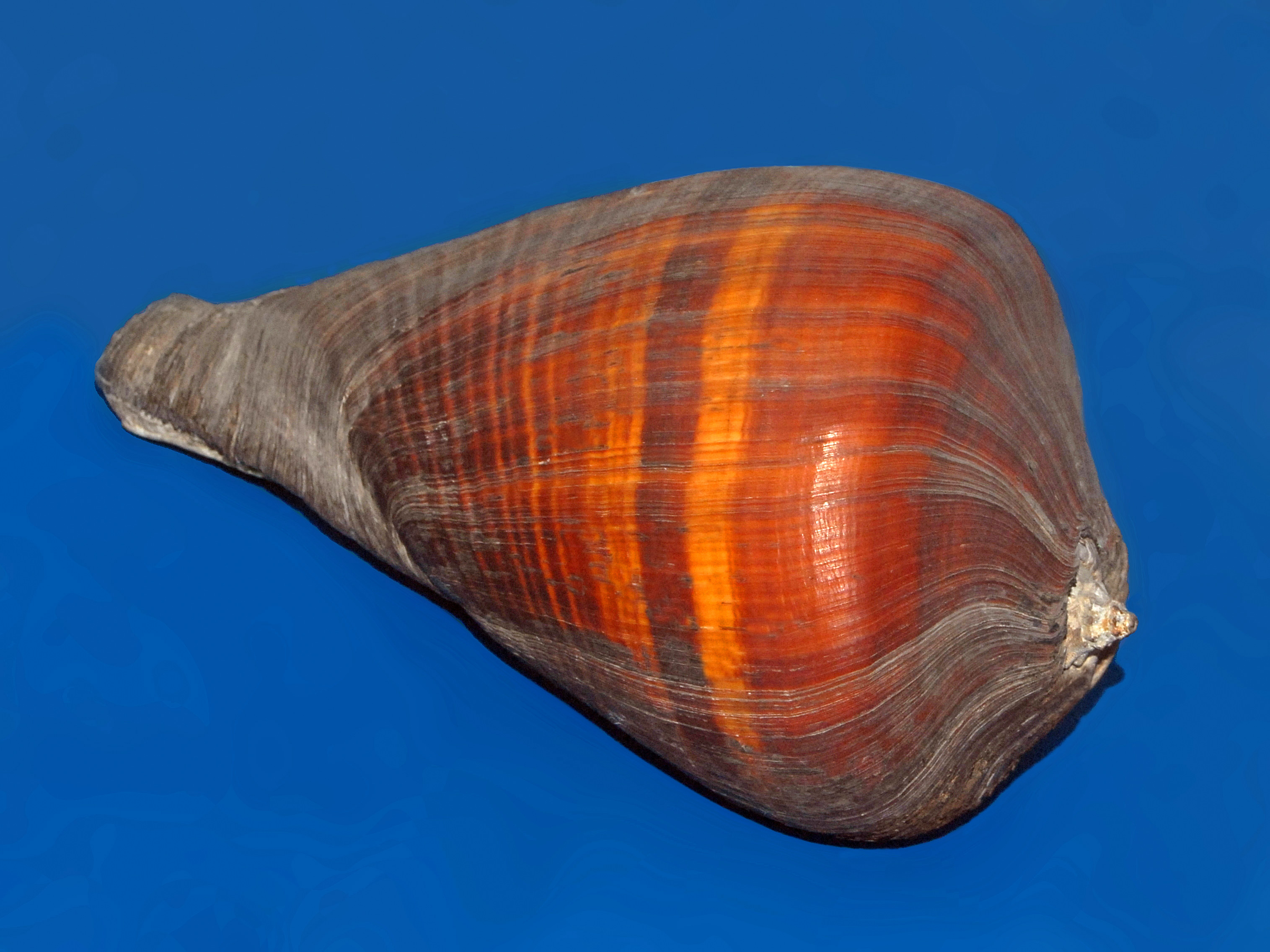
Uma concha de M. patula proveniente da Nicarágua; espécime do Museu Cívico de História Natural de Milão, sem o perióstraco.

## Habitat, distribuição geográfica e hábitos
Melongena patula habita a zona entremarés, em águas tropicais a subtropicais do leste do oceano Pacífico, entre as costas da América do Norte e América do Sul, entre o golfo da Califórnia, no noroeste do México, até o Peru; em áreas de variação de salinidade, como lodaçais entre marés próximos à rios. É uma espécie carnívora, que se alimenta especialmente de outros moluscos gastrópodes.

## Uso humano
As conchas de Melongena patula foram utilizadas para a confecção de ornamentos, como colares, pelas civilizações pré-colombianas.